# 三輪和雄 (社会運動家)
三輪 和雄（みわ かずお、1948年〈昭和23年〉4月15日 - ）は、日本の社会運動家、政治活動家。「日本世論の会」会長、「正論の会」会長、頑張れ日本!全国行動委員会代表常任幹事。

## 経歴
東京都中央区日本橋生まれ。中央大学卒。中央大学在学時は学園正常化の立場で学生運動に参加。日興證券・日経グループの投資情報サービス会社「QUICK」勤務を経て、民社党の伊藤昌弘公設秘書。1986年、社会運動家として独立。1989年、早稲田大学社会科学部に学士入学し、1990年に卒業。
日本世論の会の副会長・専務理事を経て第2代会長に就任、また、日本会議の百人委員、美しい日本の憲法をつくる国民の会中央委員なども務める。日本文化チャンネル桜開局以降キャスターを務める。
第26回参議院議員通常選挙で比例区で新党くにもりから出馬したが、落選した。

## 主張・活動
- 雑誌「正論」の報道姿勢に共鳴する読者の集まりである「正論の会」の代表（第2代）を務め、講演「正論を聞く集い」を、下記の交代まで計555回開催。この会には多くの保守学生が参加し、その後政治家になった者も多い[3]。
- 2024年夏に「正論の会」名誉会長になった（後任は三浦小太郎）。
- アメリカ合衆国下院121号決議の全面撤回を要求する抗議書に賛同者として名を連ねた[4]。

## 著書
| タイトル                                            | 出版社 | ISBN            |
| --------------------------------------------------- | ------ | --------------- |
| 偏なテレビの直し方―日本をダメにした久米宏と筑紫哲也 | 全貌社 | ISBN 4793801455 |

## 出演
- 日本文化チャンネル桜
  - 報道ワイド日本 （火曜日キャスター）
  - 桜プロジェクト（毎週火曜日 20:00 - 21:30）

パートナーは、
初代：桜林美佐
2代：児玉麻衣比
3代：佐波優子
かつては、石原慎太郎・東京都知事の定例記者会見（MXテレビ制作）が毎週放送していた。